# Amédée Thubé
Amédée Georges Marie Thubé (Nantes, 8 de desembre de 1884 - París, 29 de gener de 1941) va ser un regatista francès que va competir a començaments del segle xx.
El 1912 va prendre part en els Jocs Olímpics d'Estocolm, on va guanyar la medalla d'or en la categoria de 6 metres del programa de vela. Thubé navegà a bord del Mac Miche junt als seus germans Gaston i Jacques Thubé.